# Alain Jugnon
Pour les articles homonymes, voir Jugnon (homonymie).
Alain Jugnon (né le 6 janvier 1959) est un écrivain, philosophe et dramaturge français. Désormais retraité, il a entre autres été professeur de philosophie au lycée Lamartine de Mâcon.

## Biographie
Enseignant et auteur de théâtre : La Sœur de l'ange, Théâtre les Ateliers, de Lyon, mai 1988 ; Nietzsche se marie, 1995, il écrit pour les revues: La Sœur de l'ange, Lignes, Monsieur Toussaint Louverture, Multitudes et Carbone et coordonné un ouvrage collectif paru en avril 2007 aux Éditions Le Grand Souffle : Avril-22, ceux qui préfèrent ne pas, et dirigé le collectif : La révolution nécessaire, laquelle ? (Éditions Golias). 
Il dirige la revue Contre-attaques aux Éditions Al Dante, collectif politique, social et philosophique, auquel ont collaboré Michel Surya, Barbara Cassin, Bernard Noël, Jean-Paul Dollé, Véronique Bergen, Jacob Rogozinski. Spécialiste de l'œuvre d'Antonin Artaud, il dirige les Cahiers Artaud, publiés aux Éditions les Cahiers depuis 2013. En 2015, il crée et codirige avec Fabien Thévenot, fondateur des Éditions Le Feu sacré, la collection Les Feux follets, essais consacrés aux « livres-mondes », pour laquelle il écrit sur Rigodon de Louis-Ferdinand Céline et invite les écrivains Frank Smith et Aurélien Lemant.
Il revendique un nietzschéisme critique de gauche et un anticléricalisme dans : À corps défendant : une légère philosophie à l’usage des acteurs (Éditions Nous, 2010), Artaudieu : l'individu contre la mort (Éditions Lignes, 2010). Après avoir publié en 2006 Michel Onfray, la force majeure de l’athéisme (Éditions Pleins Feux), en 2016, il publie aux Éditions Lignes, dirigées par Michel Surya, Contre Onfray, dans lequel il critique violemment, avec son style provocant, le philosophe Michel Onfray.

## Ouvrages

### Essais
- Le Contredieu et autres guerres dans les lettres humaines, Paris, Éditions Le Grand souffle, 2006.
- Michel Onfray, la force majeure de l’athéisme, Nantes, Éditions Pleins feux, 2006.
- « Dans la transmission des valeurs, l'instituteur ne pourra jamais remplacer le curé », Nicolas Sarkozy, 2007 : à l'école des instituteurs immoraux, Nantes, Éditions Pleins feux, 2009.
- Encyclique anale : vous n'aurez plus jamais mal : une crise hémorroïdaire dans la métaphysique au début du XXIe siècle en France judéo-chrétienne, Lyon, Éditions Parangon/vs, 2008.
- « Dans la transmission des valeurs, l’instituteur ne pourra jamais remplacer le curé » ou À l’école des instituteurs immoraux, Nantes, Éditions Pleins feux, 2009.
- Nietzsche et Simondon, le théâtre du vivant, préface de Gérald Dittmar, Paris, Éditions Dittmar, 2010.
- Artaudieu : l'individu contre la mort, Paris, Nouvelles Éditions Lignes, coll. « Fins de la philosophie », 2010.
- À corps défendant : une légère philosophie à l’usage des acteurs, Caen, Éditions Nous, 2010.
- L’écriture matérielle, Chalon-sur-Saône, Éditions Le Limon, 2010.
- Révolutions nous ! ; d'un Rimbaud à l'autre, Paris, Éditions D’ores et déjà, 2011.
- Le devenir Debord : révolution, pas élection, Paris, Nouvelles Éditions Lignes, 2011.
- Antichrists et philosophes : en défense de Michel Onfray, Bussy-le-Repos, Éditions Obsidiane, 2012.
- Les chiens de garde de la Sarkozie : petit glossaire des intellectuels de la droite décomplexée, Villeurbanne, Éditions Golias, 2012.
- Pour en finir avec la mort des poètes, Chalon-sur-Saône, Éditions Le Limon, 2012.
- Individu premier : cinématographie de Bernard Stiegler, Bordeaux, Éditions de l’Attente, 2012.
- La trique de nos meneurs ou Le nanar chrétien, Odogno (Suisse), Éditions Dasein, 2014.
- Pourquoi je lis « Rigodon » de Louis-Ferdinand Céline : « Rigodon », les preuves de l'existence de l'homme, Lyon, Le Feu sacré, 2015.
- Derrida, hors bord, Paris, Lemieux Éditeur, 2015.
- Athéologiques : l'humanisme, le communisme et Charles Péguy, illustrations de Anne Van der Linden, Millery, Éditions Dasein, 2016.
- Sans Dieu merci : éloge littéraire du casse-dogme, La Neuville-aux-Joûtes, Jacques Flament éditions, 2016.
- Entretien sur le christianisme (Paris, 23 avril 2008), avec Bernard Stiegler et Jean-Luc Nancy, in Bernard Stiegler, Dans la disruption : Comment ne pas devenir fou ?, Paris, Les Liens qui libèrent, 2016.
- Contre Onfray, Paris, Éditions Lignes, 2016.
- Artaud in Amerika : la place de la femme dans le plan américain, Limoges, Dernier Télégramme, 2017
- Folie & poésie, selon Deleuze et Guattari : le septième chant de Maldoror, Paris, Éditions Lignes, 2018.
- L'ivre Nietzsche, Toulon, Éditions de la Nerthe, 2019.
- Film de phrase, avec Jacques Sicard et Philippe Blanchon, Toulon, Éditions de la Nerthe, 2020.
- Au sujet de Surya. Danser l'anatomie humaine, Toulon, Éditions de la Nerthe, 2021.
- La Lutte pour la classe Rimbaud, Éditions Arcane 17, 2022.
- Amor fati les lois du théâtre (Friedrich Nietzsche, Antonin Artaud, Samuel Beckett, Jacques-Henri Michot, Amandine André, etc.), coll. « La diagonale de l'écrivain », Douro, 2024.

### Direction d'ouvrages
- Avril-22 ceux qui préfèrent ne pas, Paris, Éditions Le Grand souffle, 2007.
- Pourquoi nous ne sommes pas chrétiens, Paris, Éditions Max Milo, 2009.
- La révolution nécessaire, laquelle ?, Villeurbanne, Éditions Golias, 2009.
- Contre-attaques [perspective 1 : Michel Surya avec Pascal, Kafka, Beckett], Marseille, Éditions Al Dante, 2010.
- Contre-attaques [perspective 2 : Jean-Marc Rouillan avec Lefebvre, Goldman, Bensaïd], Marseille, Éditions Al Dante, 2011.
- Technologiques : la pharmacie de Bernard Stiegler, avec Benoît Dillet, Nantes, Éditions nouvelles Cécile Defaut, 2013.
- Cahiers Artaud n°1, Meurcourt, Éditions les Cahiers, 2013.
- Cahiers Artaud n°2, Meurcourt, Éditions les Cahiers, 2015.
- Redrum, à la lettre contre le fascisme, Bruxelles, Les Impressions nouvelles, 2015.
- Pourquoi nous sommes nietzschéens, avec Dorian Astor, Bruxelles, Les Impressions nouvelles, 2016.
- Cahiers Contre-Attaque, volume 1, Meurcourt, Éditions Les Cahiers (à paraître).

### Théâtre
- Nietzsche se marie, préface de Michel Deutsch, Cluny, Éditions A Contrario, 2004.
- En ordre de Bataille : papa, maman, la bonne et moi : exercices d'athéologie pratique, Cluny, Éditions A Contrario, 2005 ; rééd. coll. « La diagonale de l'écrivain », Douro, 2021.